# Lijst van bouwwerken in Kamp Vught

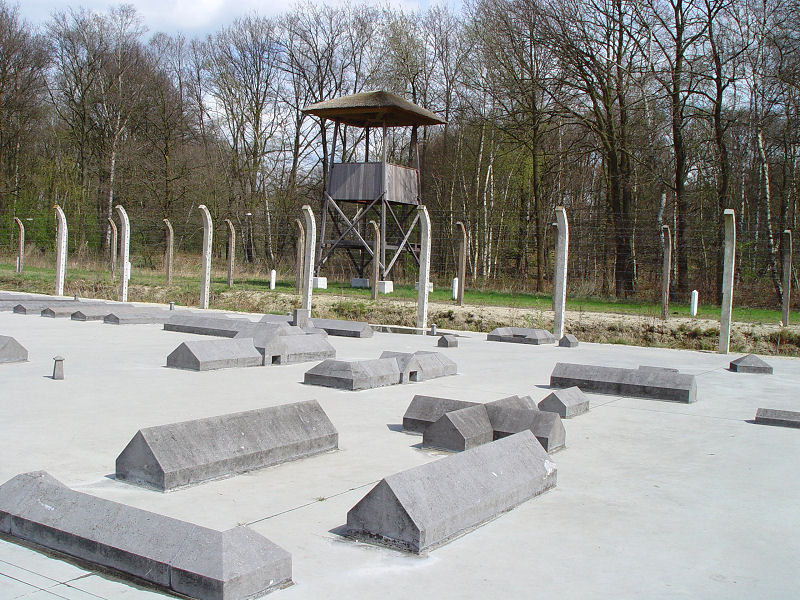
Reconstructie op schaal van de plaatsing van de barakken in Kamp Vught

Concentratiekamp Vught (Konzentrationslager Herzogenbusch) telde ongeveer 80 bouwwerken. Hieronder een overzicht.

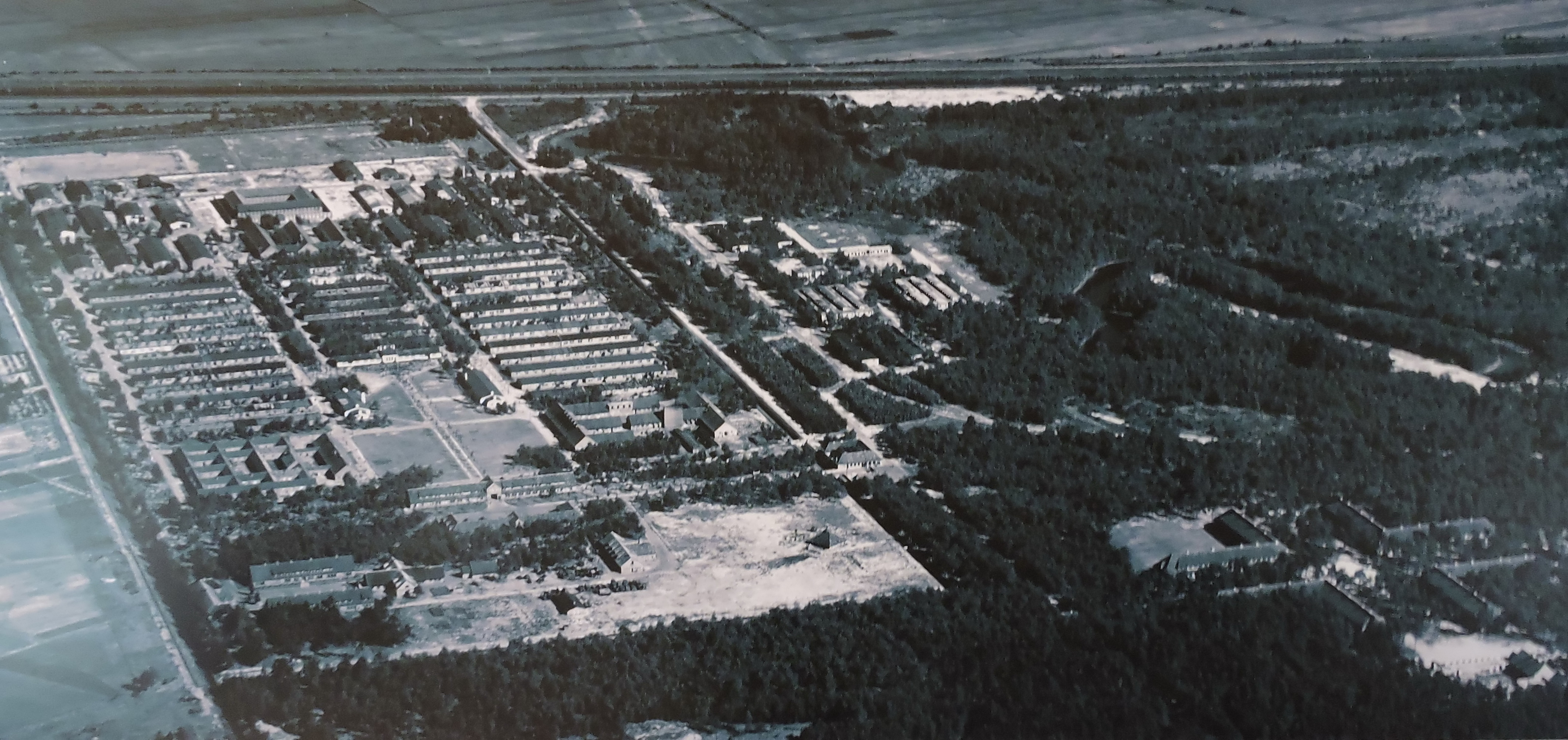
Luchtfoto Kamp Vught

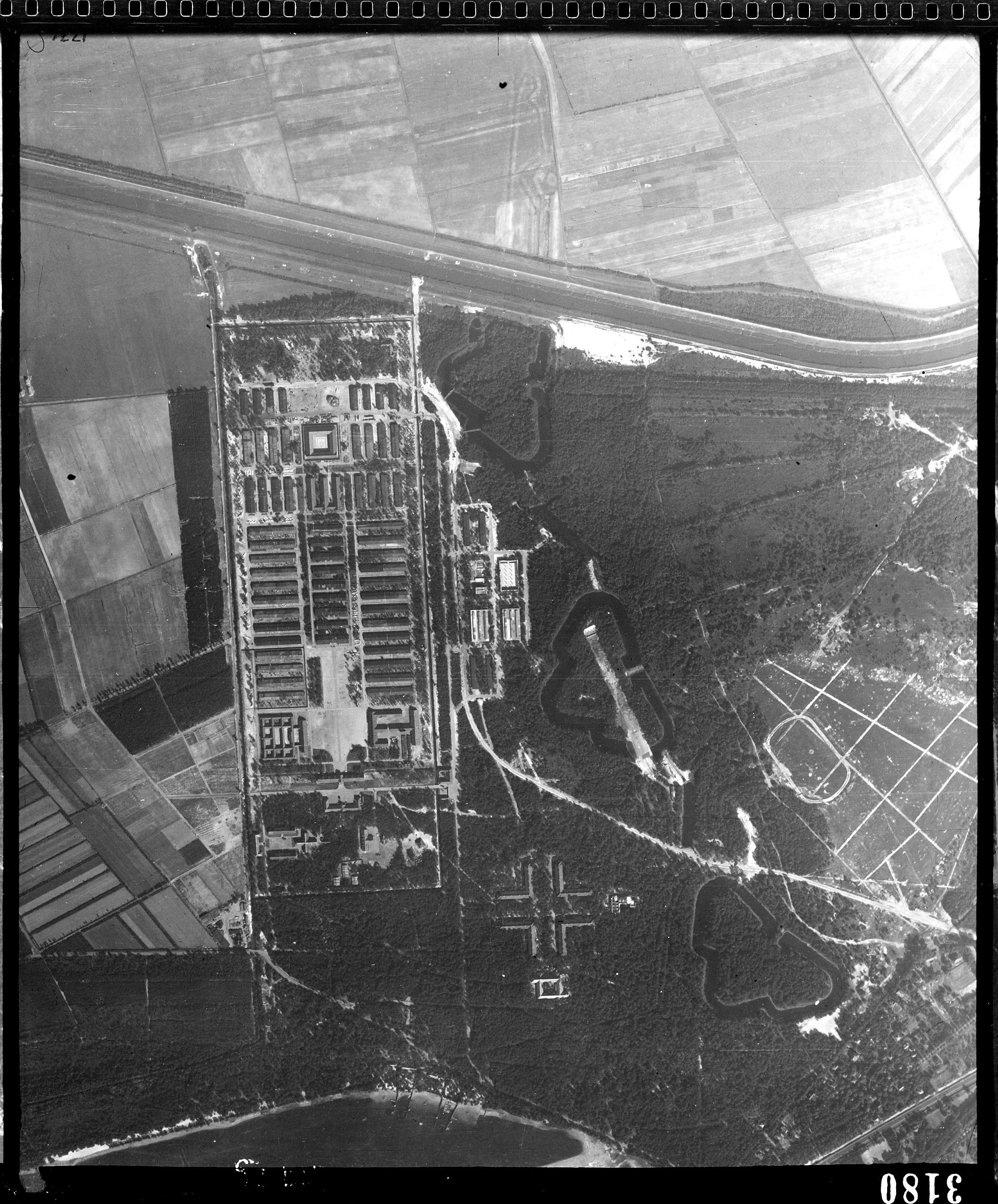
Luchtfoto Kamp Vught 13 september 1944

## Barakken
Na de Tweede Wereldoorlog werd een deel van de barakken in gebruik genomen door Molukse KNIL-militairen en kreeg het de naam Woonoord Lunetten. In 1992 werden de meeste barakken gesloopt. Barak 1b is de enige originele barak die is overgebleven. In 2011 werd de barak gerestaureerd en huist het een deel van de expositie van Nationaal Monument Kamp Vught.
| Gebouwnummer | Functie                             |
| ------------ | ----------------------------------- |
| Barak 1      | Post/kantine                        |
| Barak 2      | Joden-, PDL-, Gijzelaars-, SD-barak |
| Barak 3      | Joden-, PDL-, Gijzelaars-, SD-barak |
| Barak 4      | Joden-, PDL-, Gijzelaars-, SD-barak |
| Barak 5      | Joden-, PDL-, Gijzelaars-, SD-barak |
| Barak 6      | Joden-, PDL-, Gijzelaars-, SD-barak |
| Barak 7      | Joden-, PDL-, Gijzelaars-, SD-barak |
| Barak 8      | Joden-, PDL-, Gijzelaars-, SD-barak |
| Barak 9      | Joden-, PDL-, Gijzelaars-, SD-barak |
| Barak 10     | Joden-, PDL-, Gijzelaars-, SD-barak |
| Barak 11     | Joden-, PDL-, Gijzelaars-, SD-barak |
| Barak 12     | Joden-, PDL-, Gijzelaars-, SD-barak |
| Barak 13     | Joden-, PDL-, Gijzelaars-, SD-barak |
| Barak 14     | Strafbarak                          |
| Barak 15     | Strafbarak voor Joodse gevangenen   |
| Barak 16     | Strafbarak                          |
| Barak 17     | Strafbarak                          |
| Barak 18     | Strafbarak                          |
| Barak 19     | Strafbarak                          |
| Barak 20     | Strafbarak                          |
| Barak 21     | Strafbarak                          |
| Barak 22     | Strafblok                           |
| Barak 23     | Vrouwenbarak                        |
| Barak 24     | Vrouwenbarak                        |
| Barak 25     | Vrouwenbarak                        |
| Barak 26     | Vrouwenbarak                        |
| Barak 27     | Vrouwenbarak                        |
| Barak 28     | Vrouwenbarak                        |
| Barak 29     | Vrouwenbarak                        |
| Barak 30     | Vrouwenbarak                        |
| Barak 31     | Philips eetzaal (vrouwen)           |
| Barak 32     | Vrouwenbarak                        |
| Barak 33     | Philips eetzaal (mannen)            |
| Barak 34     | Philips tekenkamer                  |
| Barak 35     | Philips opslag                      |
| Barak 36     | Philips laboratorium                |
| Barak 37     | Drukkerij                           |
| Barak 38     | Philips werkplaats                  |
| Barak 39     | Philips werkplaats                  |
| Barak 40     | Joods hospitaal                     |
| Barak 41     | Quarantaine                         |
| Barak 42     |                                     |
| Barak 43     |                                     |
| Barak 44     | Timmerwerkplaats                    |
| Barak 45     | Philips dynamo's                    |
| Barak 46     | Philips radio's                     |
| Barak 47     | Bankwerkerij                        |
| Barak 48     | Smederij                            |
| Barak 49     | Kledingsorteerderij                 |
| Barak 50     | Bontbewerking                       |
| Barak 51     |                                     |
| Barak 52     | Vliegtuigsloperij                   |
| Barak 53     | Vliegtuigsloperij                   |
| Barak 54     | Vliegtuigsloperij                   |
| Barak 55     | Vliegtuigsloperij                   |
| Barak 56     | Vliegtuigsloperij                   |
| Barak 57     | Vliegtuigsloperij                   |
| Barak 58     | Vliegtuigsloperij                   |
| Barak 59     | Vliegtuigsloperij                   |

## Andere bouwwerken
Naast 59 barakken waren er in Kamp Vught ook:
- Een administratiegebouw
- Bunker
- Bureau van de commandant (Kommandantur)
- Crematorium
- Keuken en wasserij
- Opslagruimte voor ontsmettingsgas (voor de ontluizing van gebouwen en kleding)
- Wachthuis
- Ziekenhuis

Het crematorium, dat oorspronkelijk in de noordoostelijke hoek van het kamp lag, is een van de twee originele bouwwerken van Kamp Vught die nog over zijn. Het bouwwerk is een rijksmonument met nummer 521309.

## SS-kamp
Het SS-kamp bevatte:
- Bakkerij
- Berging
- Garages
- Hondenhokken
- Huisvesting SS
- Keuken
- Pompstation

## Galerij

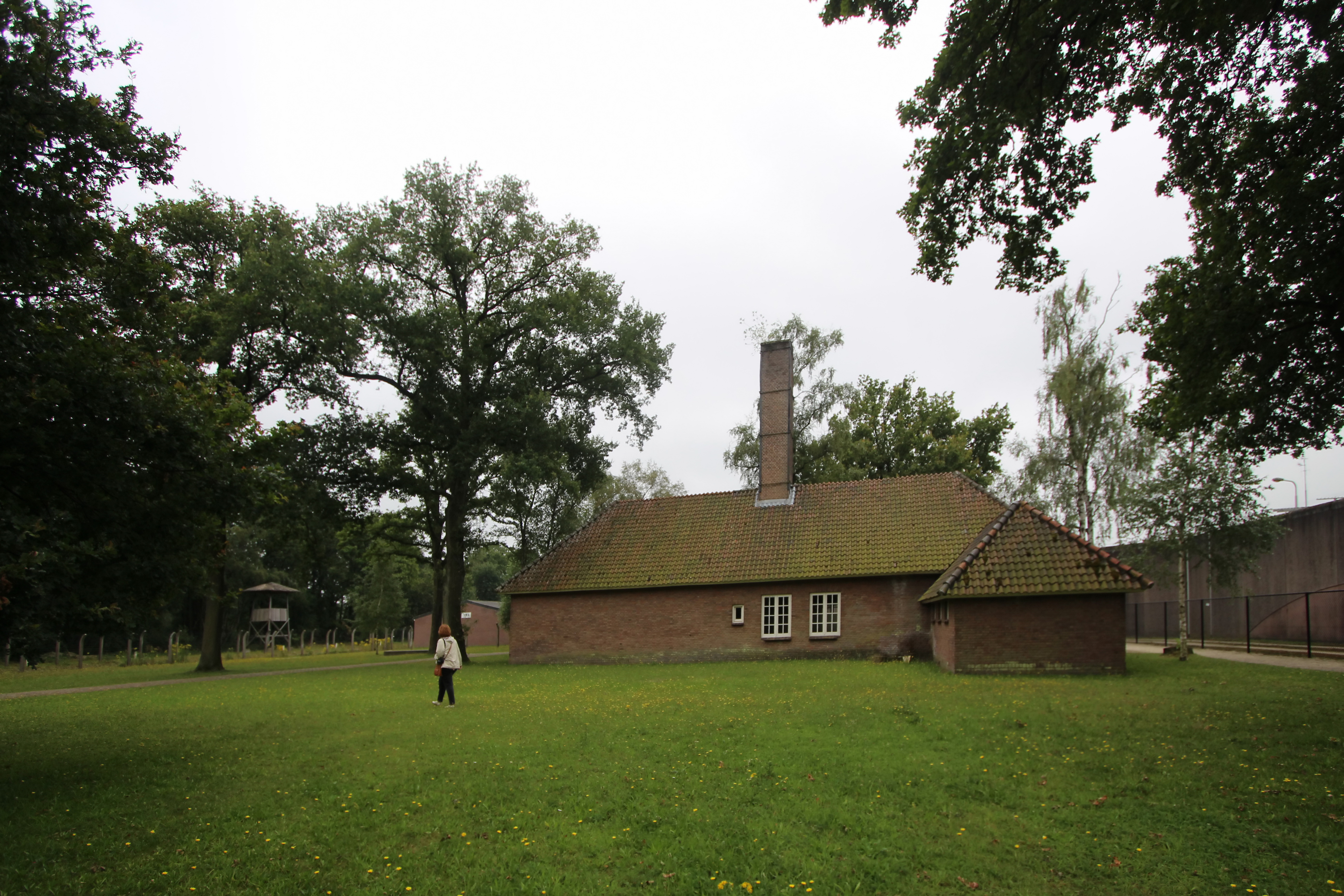
Crematorium (buitenkant)
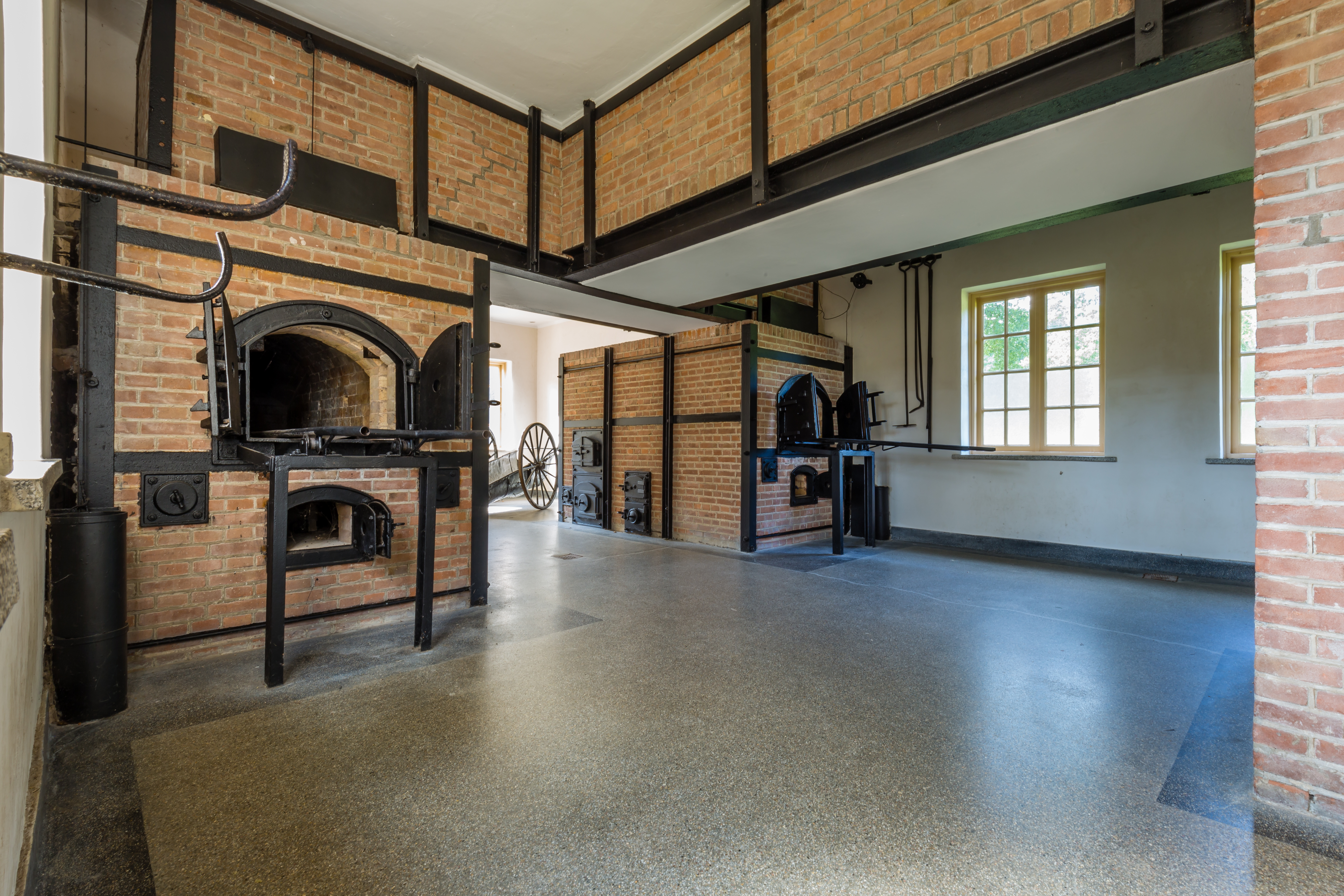
Crematorium
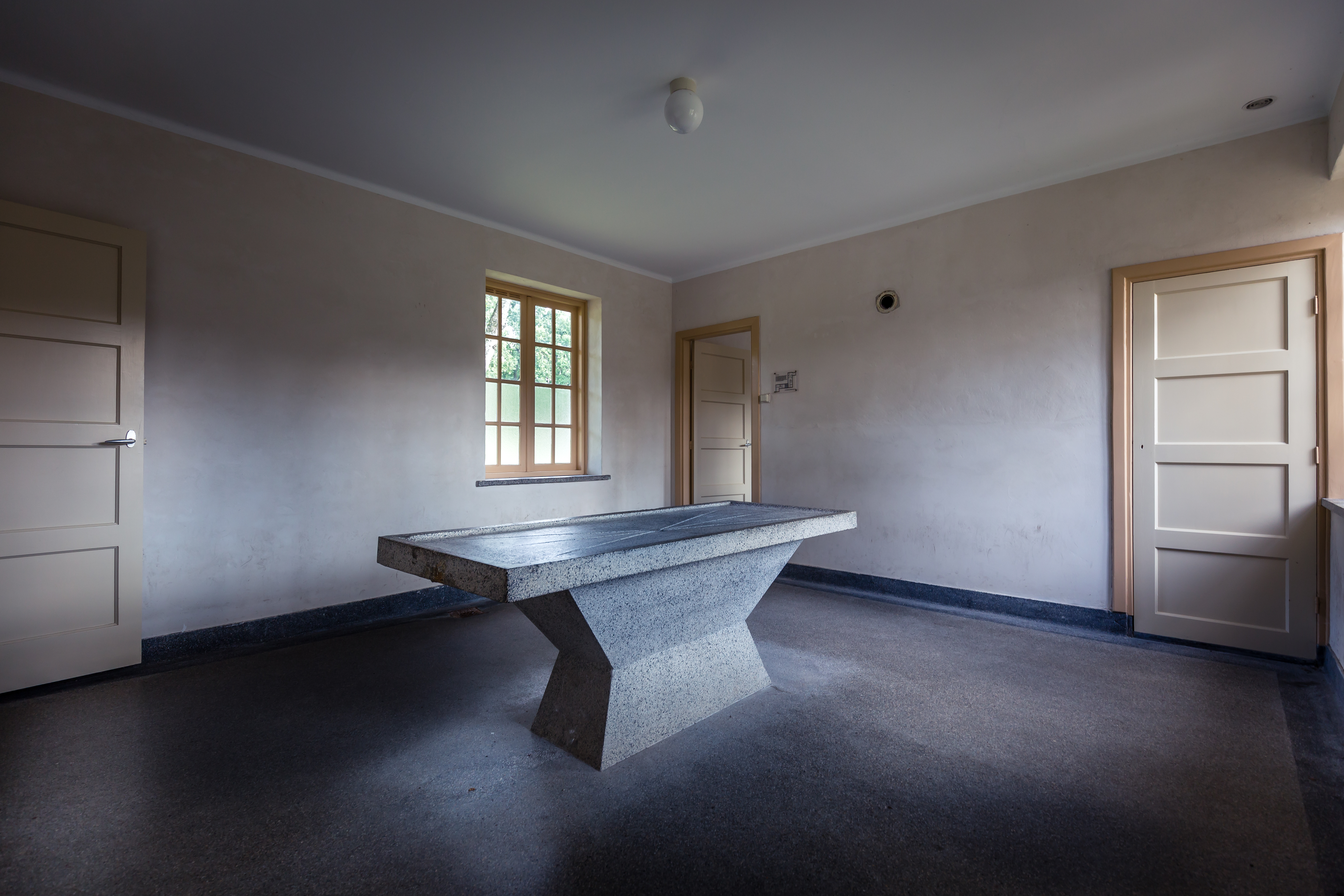
Snijtafel in het crematorium
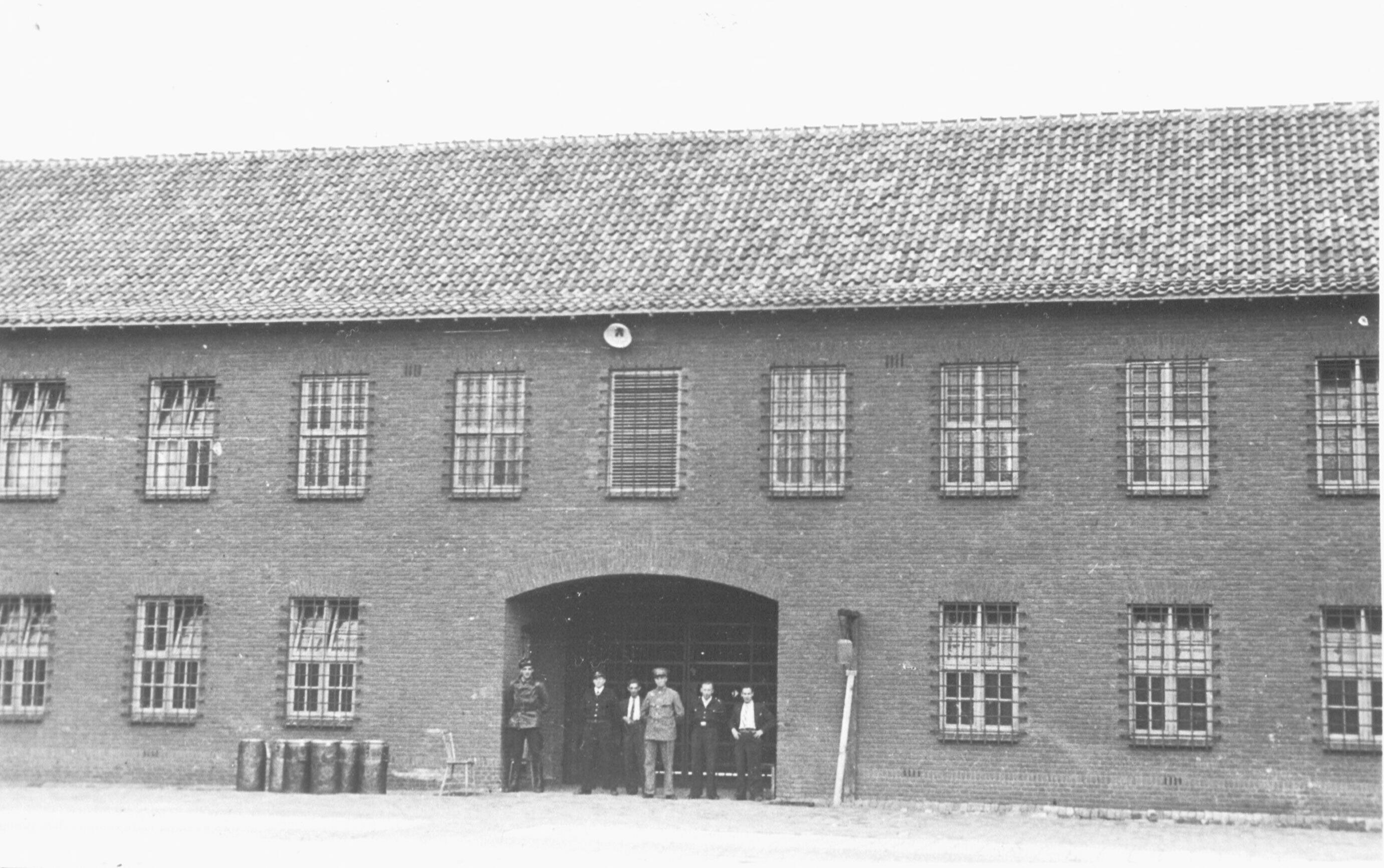
Bunker in Kamp Vught, najaar 1944.
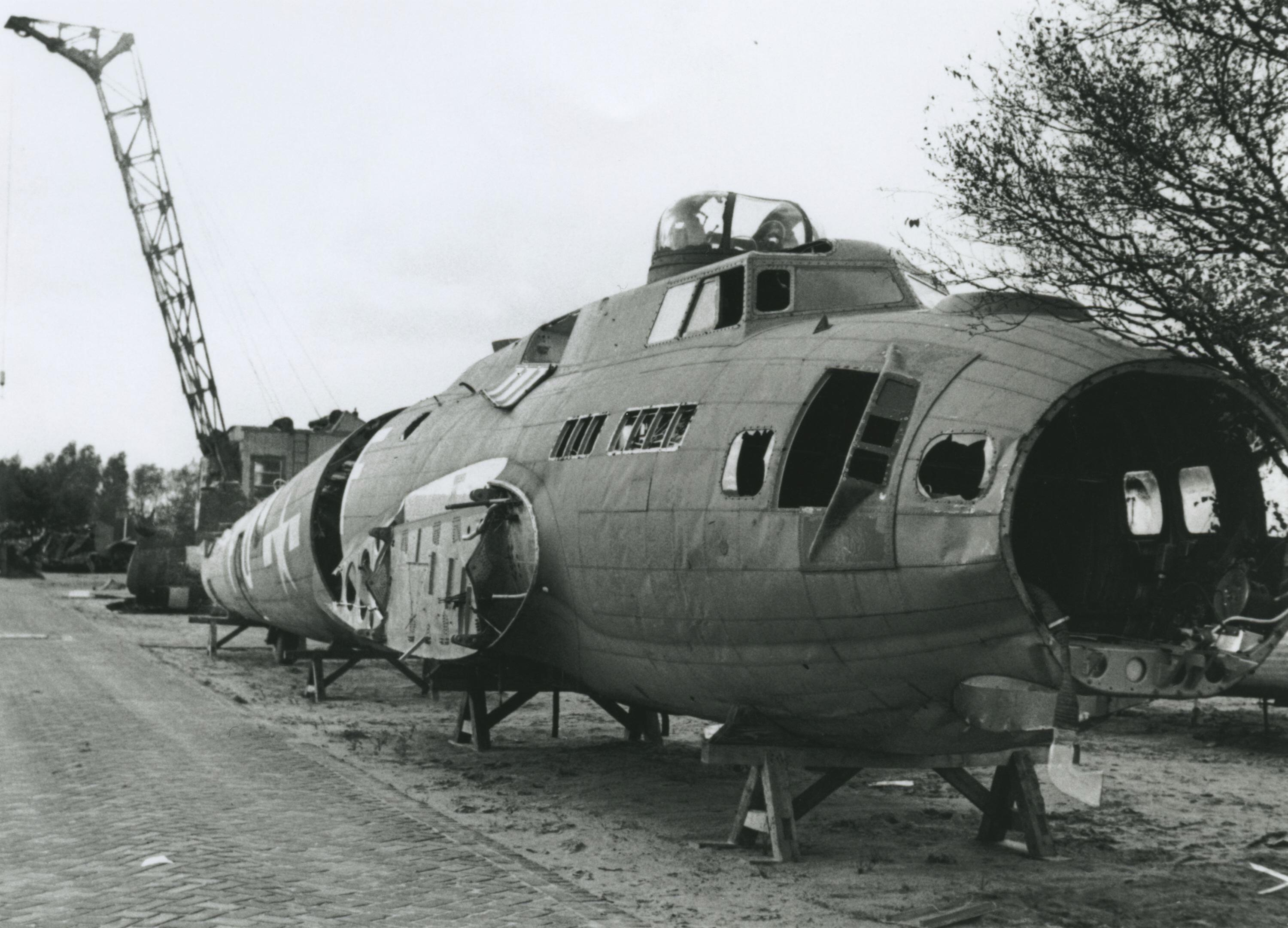
Vliegtuigsloperij
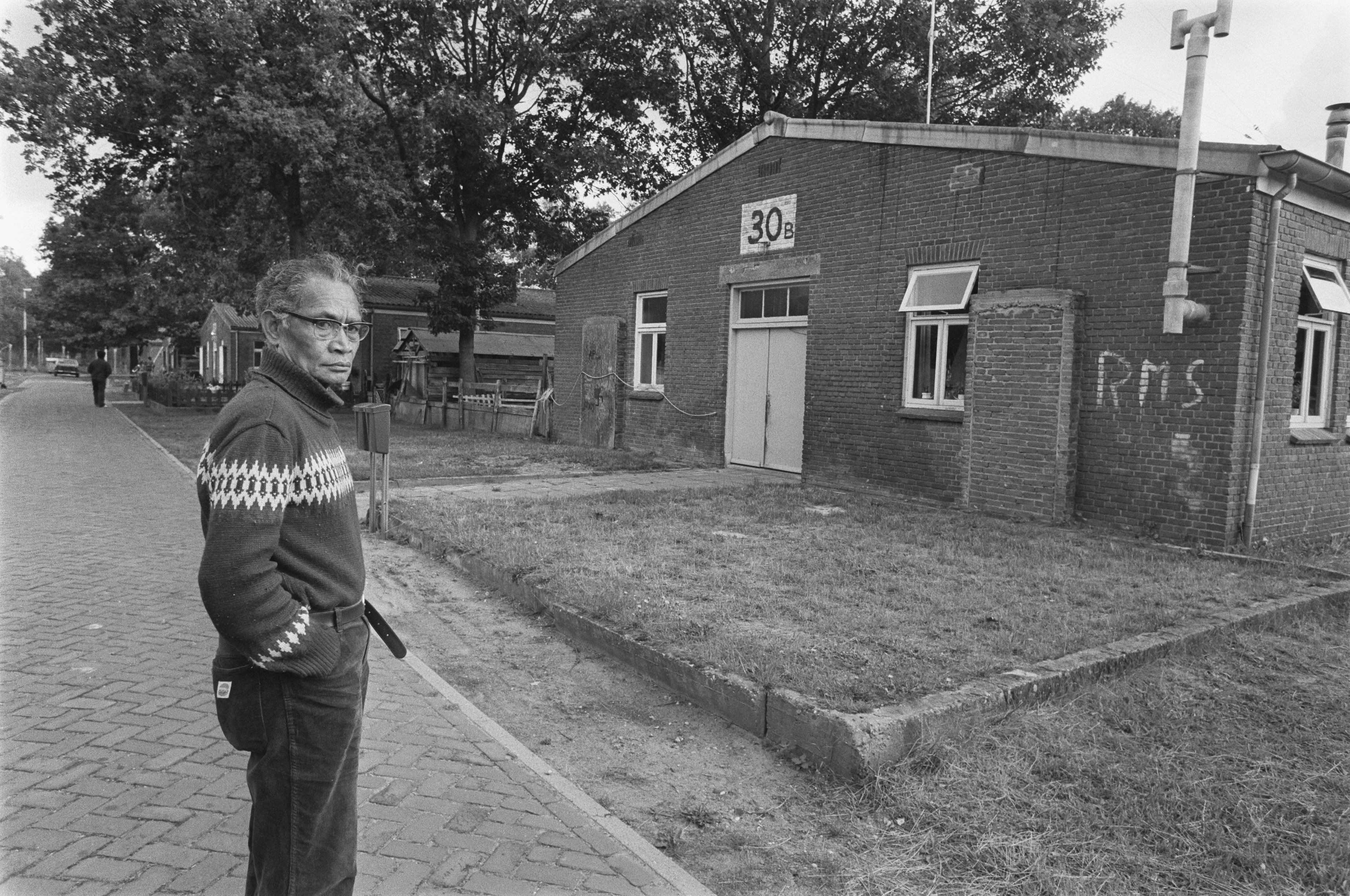
Barak 30. In 1984 onderdeel van het Molukse kamp 'Lunetten'.